# Liu Pi
Liu Pi (? - Février 201) est un commandant des Turbans jaunes et un personnage du roman Histoire des Trois Royaumes. 
Après que la rébellion des Turbans jaune a été réprimée, il s'est sauvé à Runan. 
En 200, avec Gong Du, un autre ancien Turban jaune, Liu pi a levé une armée et a attaqué Runan, défaisant le frère de Cao Cao, Cao Hong, dans plusieurs batailles. En réponse, Cao Cao a envoyé le général Guan Yu pour combattre les Turbans jaunes. Yuan Shao a été défait sans interruption par Cao Cao, dont l'armée avançait au nord. Liu Bei et Liu pi ont décidé de frapper à Xuchang, qui n'était pas défendu. Liu pi a protégé Runan tandis que Liu Bei, ses frères et Zhao Yun ont attaqué avec plus de mille cavaliers. Cependant, Cao Cao avait entendu parler de l'attaque et avait personnellement mené son armée pour repousser Liu Bei. Liu pi a été attiré dans un guet-apens à Runan par Xiahou Dun, et a été forcé d'abandonner la ville. Il s'est sauvé vers l'armée de Liu Bei avec mille cavaliers et la famille de Liu Bei. Guan Yu, qui avait été envoyé pour aider Liu pi, a été emprisonné. Zhang Fei a également été défait en essayant d'aider Gong Du, qui avait mené une expédition de ravitaillement. L'armée de Liu Bei a commencé à tomber en morceaux. Il avait abandonné le camp, mais fut séparé de Zhao Yun et de son armée. Il était tout seul quand Liu pi est apparu avec le reste de l'armée de Runan. Sun Qian, Jian Yong et Mi Fang également l'ont rejoint. « Xiahou Dun fonça à Runan, » et, « Guan Yu les a tenus au loin, mais nous ne savons pas où il est. » Liu Bei a pleuré en entendant ceci, mais Liu Pi l'a soulagé en disant « mon seigneur, nous le trouverons plus tard. Pour votre survie, déplaçons-nous ! » Après quelques kilomètres, ils ont été attirés dans un guet-apens par Zhang He, qui les a invités à se soumettre. Liu Bei et Liu Pi ont essayé de se replier, mais Gao Lan leur coupa la route. « Laissez-moi mourir ! » cria Liu Bei, soulevant son épée à sa gorge. Liu pi l'arrêta et dit : « Mon seigneur, je vous aiderai à traverser. » Il chargea Gao Lan, qui souleva sa lance et frappa Liu pi, qui succomba. Un moment plus tard, Zhao Yun apparut et tua Gao Lan à son tour. Gong Du mourut également ce jour-là, mais Liu Bei parvint à s'échapper à Jingzhou, et envoya Sun Qian en tant que délégué pour demander asile.